# Cura te ipsum
Cura te ipsum o medice, cura te ipsum és una locució llatina que significa «Metge, guareix-te tu mateix». Instiga els metges (i altres professionals de l'àmbit de la salut) a tenir cura primer de la seva salut abans de tractar amb els pacients. Contràriament a la creença popular, no va ser inventada per escarnir el personal mèdic, sinó per induir a la introspecció i a la cura d'un mateix.

La frase cura te ipsum té els seus orígens en la traducció de la Vulgata llatina de Jeroni d'Estridó, en un passatge de l'Evangeli segons Lluc capítol 4, versicle 23. La història del passatge bíblic on es troba aquesta frase és la següent: Jesús viatjà a Natzaret, l'indret on s'havia criat, i va entrar a la sinagoga, segons el costum jueu, el dissabte. Va llegir un pergamí d'Isaïes, on declarava que havia estat enviat per Déu per sanar, llibertar i donar vista a les persones i que aquest mateix dia es complien aquestes paraules en ell. És llavors que ell diu:
| «                                | "Ben segur que m'aplicareu aquella dita: "Metge, cura't a tu mateix!" Tot el que hem sentit a dir que feies a Cafarnaüm, fes-ho també aquí al teu poble." I afegí: "Us asseguro que cap profeta no és ben rebut al seu poble." | » |
| — Evangeli segons Lluc, 4, 23-24 | |   |

## Altres passatges semblants
Més endavant, en el mateix evangeli de Lluc, reapareixen frases semblants al cura te ipsum en tres passatges més, que fan referència a la crucifixió i mort de Jesús, i que sovint són traduïts com "Salva't tu mateix" en lloc de "cura't a tu mateix": són els passatges 23:35, 23:37 i 23:39. En referència aquesta variant de traducció entre curar i salvar, cal destacar que, segons la soteriologia, que és l'estudi de la salvació de l'ésser humà, sovint es tradueix del grec la paraula salvació com salut, així algunes bíblies traduïen el mot grec de salvar per expressions com "donar salut" o "sanar".